# Šišatovac
Šišatovac (en serbe cyrillique : Шишатовац) est un village de Serbie situé dans la province autonome de Voïvodine et sur le territoire de la ville de Sremska Mitrovica, district de Syrmie (Srem). Au recensement de 2011, il comptait 211 habitants.
Šišatovac est une communauté locale, c'est-à-dire une subdivision administrative, de la ville de Sremska Mitrovica. Sur le territoire du village se trouve le monastère de Šišatovac, l'un des 16 monastères orthodoxes de la Fruška gora.

## Géographie

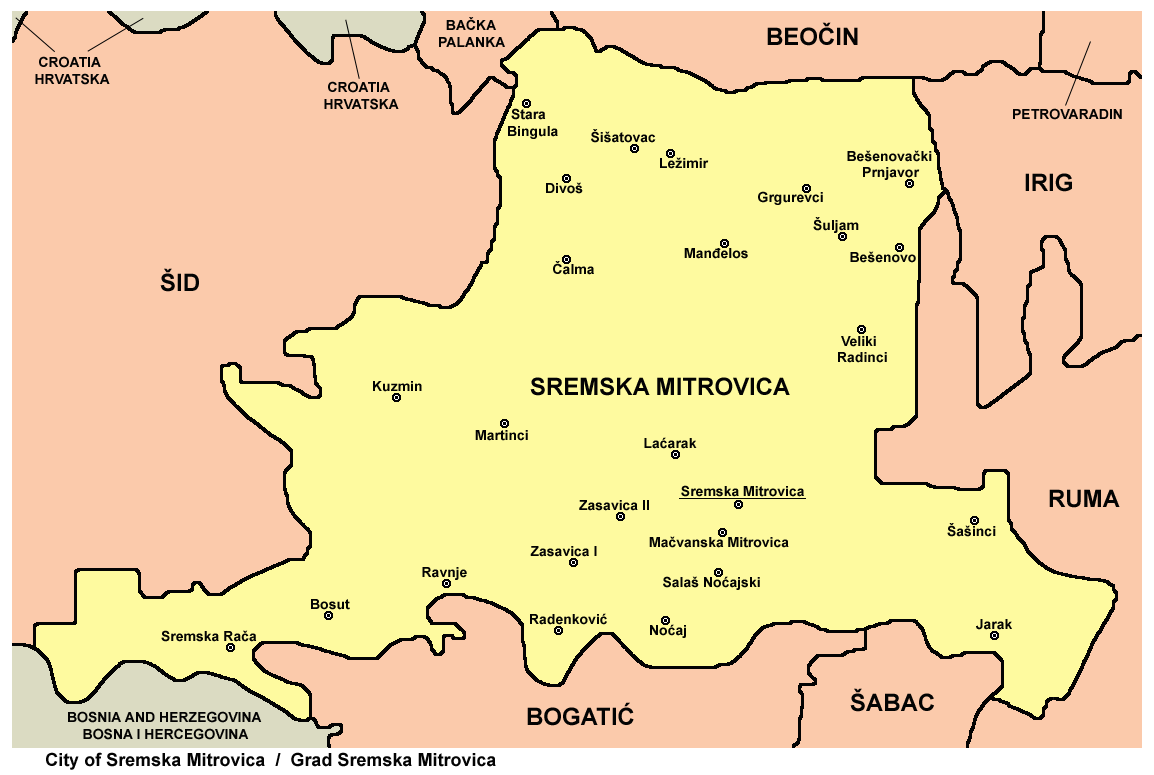
Localisation de Šišatovac dans la ville de Sremska Mitrovica

Šišatovac se trouve dans la région de Syrmie, sur les pentes méridionales du massif de la Fruška gora.

## Démographie

### Évolution historique de la population
| 1948 | 1953 | 1961 | 1971 | 1981 | 1991 | 2002 | 2011 |
| ---- | ---- | ---- | ---- | ---- | ---- | ---- | ---- |
| 233  | 233  | 281  | 239  | 237  | 217  | 218  | 211  |

|  |

### Données de 2002
Pyramide des âges (2002)
En 2002, l'âge moyen de la population était de 40,4 ans pour les hommes et 41,1 ans pour les femmes.
Répartition de la population par nationalités (2002)
En 2002, les Serbes représentaient 95,9 % de la population ; le village comptait notamment une minorité croate (1,8 %).

### Données de 2011
En 2011, l'âge moyen de la population était de 44,3 ans, 42 ans pour les hommes et 46,8 ans pour les femmes.

## Tourisme
Sur le territoire du village se trouve le monastère de Šišatovac. Sa fondation est attribuée à des moines réfugiés du monastère de Žiča ; son existence est attestée au milieu du XVIe siècle. Il est associé au souvenir de l'archimandrite Lukijan Mušicki (1777-1837), auteur du Miroir de la harpe de Šišatovac : après l'échec du premier soulèvement serbe contre les Ottomans, en 1813, ce haut dignitaire de l'Église orthodoxe serbe, qui était en même temps un linguiste, dirigea le monastère et y reçut Vuk Stefanović Karadžić, le grand réformateur de la langue serbe. Le monastère est inscrit sur la liste des monuments culturels d'importance exceptionnelle de la république de Serbie.

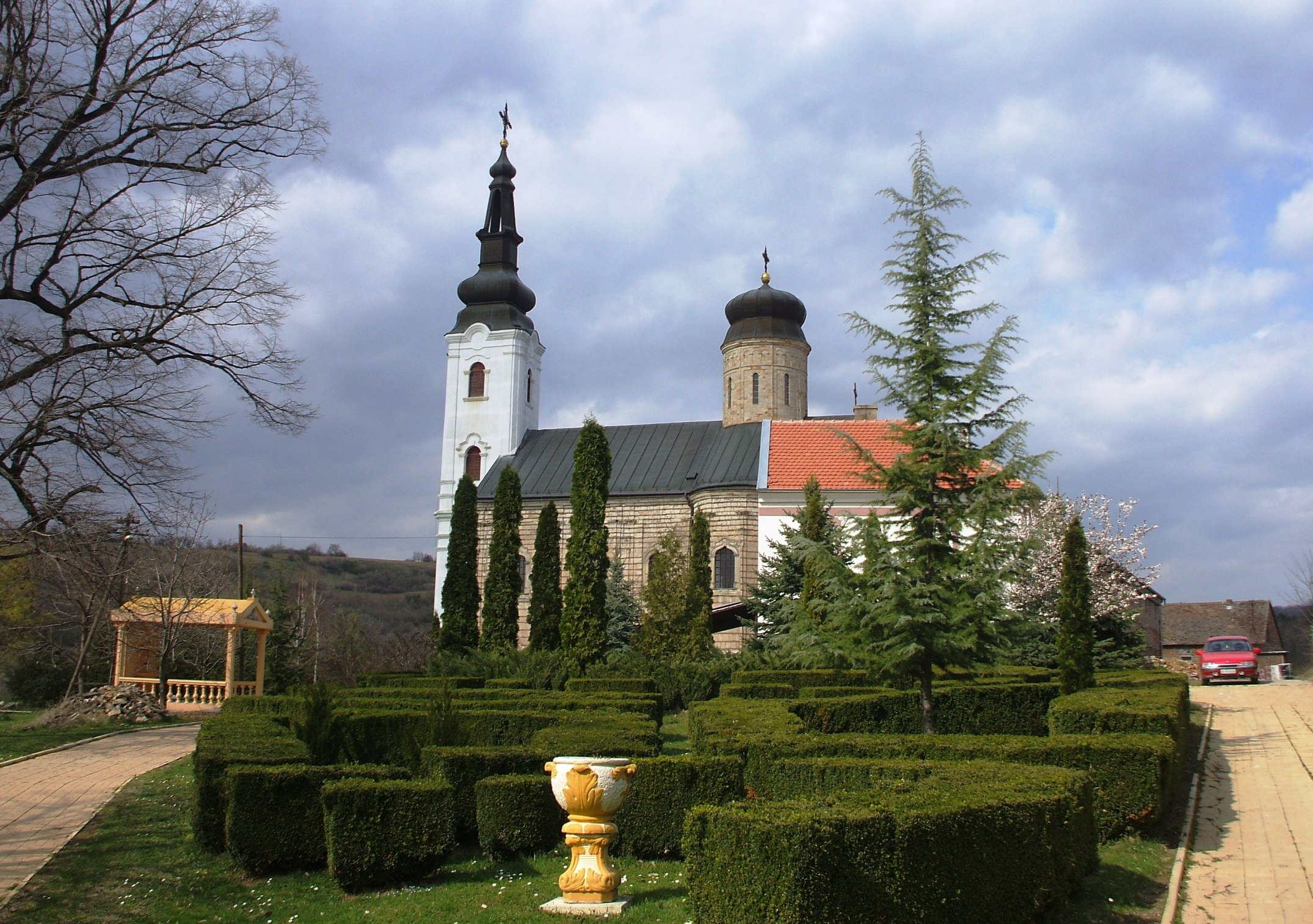
Le monastère de Šišatovac